# The Rasmus
The Rasmus er et finsk rockband bestående af Lauri Ylönen (forsanger), Eero Heinonen (bassist), Pauli Rantasalmi (guitarist) og Aki Hakala (trommeslager).
Bandet blev dannet i 1994, hvor de bare hed Rasmus. I 1996 kom debutalbummet Peep. Efter et par mindre hits i Finland, skiftede gruppen i 2000 navn til The Rasmus, til dels fordi den oprindelige trommeslager Janne forlod bandet og blev erstattet med Aki Hakala. Deres første store hit-single "F-F-F-Falling" udkom i 2001. Singlen blev #1 på den finske hitliste.
Det store internationale gennembrud kom i 2003 med albummet Dead Letters. Singlen "In the Shadows" toppede hitlisterne i hele Verden. Den femte single fra albummet, "Guilty", nåede også ind på flere europæiske hitlister.
I 2005 udgav bandet albummet Hide from the Sun, hvor singlen "No Fear" indtil videre er den eneste, der har gjort sig bemærket udenfor Finland.

## Medlemmer
Nuværende medlemmer
- Lauri Ylönen – vokal (1994–nu)
- Eero Heinonen – bas (1994–nu)
- Aki Hakala – trommer (1999–nu)
- Emilia "Emppu" Suhonen – guitar (2022–nu)

Tidligere medlemmer
- Jarno Lahti – trommer (1994–1995)
- Janne Heiskanen – trommer (1995–1999; died 2022)[1]
- Pauli Rantasalmi – guitar (1994–2022)

Tidslinje

## Diskografi
- Peep (1996)
- Playboys (1997)
- Hell of a Tester (1998)
- Into (2001)
- Dead Letters (2003)
- Hide from the Sun (2005)
- Black Roses (2008)
- The Rasmus (2012)
- Dark Matters (2017)
- Rise (2022)